# Balida
Balida is een bestuurslaag in het regentschap Majalengka van de provincie West-Java, Indonesië. Balida telt 5865 inwoners (volkstelling 2010).